# こんぴら温泉郷
こんぴら温泉郷（こんぴらおんせんきょう）は、香川県仲多度郡琴平町の温泉街である。以前は金毘羅山の門前町であって温泉は無かったものの、掘削を行い温泉を掘り当て、1997年以降に温泉地としての整備が開始された。

## 泉質
- ナトリウム・カルシウム - 塩化物温泉
- ナトリウム - 塩化物温泉（旅館1軒のみ）
- 含食塩重炭酸土類泉（旅館1軒のみ）こんぴら温泉湯元八千代

## 温泉街
金倉川河畔から金刀比羅宮参道周辺までの宿泊施設群のうち、12軒が温泉を保有している。

## 歴史
現在のJR琴平駅から金刀比羅宮までの間は、江戸時代から参拝客向けの門前宿場町として栄えてきた。しかし、特に1990年頃からは日本におけるレジャーの多様化に伴い、琴平周辺の宿泊需要が落ち込みを見せていた。
当地で宿泊施設を経営していた近兼孝休は巻き返しを狙い、1997年に自己保有地内で温泉の掘削を試み、源泉を得た。さらに彼は、この湯を近隣の宿泊施設にも供給して、温泉街を形成した。2000年からは毎年1月に「こんぴら温泉まつり」と銘打った催しを行い、温泉街の振興を図っている。2007年に源泉からの供給契約が切れるため、琴平町は町有地で新たな泉源を求めて、採掘を行う決定がなされた。この琴平町の試みは成功し、2007年以降は、新たな源泉から琴平町が配湯を開始した。なお、いずれの泉源も自噴ではなく、ポンプで汲み上げて利用している。この2つの源泉は泉質が少し異なるため、施設によって泉質が異なる場合が出てきた。

## アクセス
- 四国旅客鉄道（JR四国）土讃線：琴平駅から徒歩すぐ。
- 高松琴平電気鉄道琴平線：琴電琴平駅から徒歩すぐ。
- 高松自動車道：善通寺ICから約4 km。